# Classe Imperial Marinheiro
A Classe Imperial Marinheiro é uma classe de corvetas da Marinha do Brasil.

## Classe
Compreende dez unidades construídas na Holanda e incorporadas à Armada em 1955. Originalmente concebidos para executarem diferentes funções, quais as de navios guarda-costas, rebocadores, mineiros e varredores de minas, no Brasil os equipamentos para minagem e varredura foram retirados.
Ao longo das décadas algumas delas foram retiradas do serviço ativo. Atualmente, as remanescentes exercem apenas as funções de patrulha e de rebocador.
A Cv Imperial Marinheiro (V-15), que dá o nome classe, é o terceiro navio a ostentar esse nome na Marinha do Brasil. É uma homenagem aos marinheiros-nacionais.

## Navios na classe
| Nome                | Nº de Amurada | Estaleiro                                             | Comissionado | Descomissionado | Destino                                            |
| ------------------- | ------------- | ----------------------------------------------------- | ------------ | --------------- | -------------------------------------------------- |
| Imperial Marinheiro | V-15          | C.C. Scheepsbouwer & Gashouder Bedrijf Jonker & Stans | 1955         | 2014            | Transformada em navio-museu em Rio Grande          |
| Iguatemi            | V-16          | Zaandamsche Scheepsbouwer Mig N.V.                    | 1955         | 1995            | Reserva                                            |
| Ipiranga            | V-17          | Scheepswerf Jonker & Stans                            | 1955         | 1983            | Naufragado na Ponta da Sapata, Fernando de Noronha |
| Forte de Coimbra    | V 18          | Haan & Oerlemans N.V.                                 | 1955         | 1997            | Encalhado na barra do Porto de Natal               |
| Caboclo             | V-19          | Bodewes Scheepswerf N.V.                              | 1955         |                 |                                                    |
| Angostura           | V-20          | N.V. Werf Gust V/fa A.F. Smulders                     | 1955         | 2004            | Reserva                                            |
| Bahiana             | V-21          | N.V. Scheepswerf Van Der Waal                         | 1955         | 2002            | Reserva                                            |
| Mearim              | V-22          | N.V. Scheepswerven v.h. H.H. Bodewes                  | 1955         | 1998            |                                                    |
| Purus               | V-23          | N.V. Scheepswerf & Machinefabriek                     | 1955         | 2002            | Transferida para a Marinha da Namíbia              |
| Solimões            | V-24          | N.V. Werf Gust V/fa A.F. Smulders                     | 1955         | 2003            | Transformada em navio-museu em Belém do Pará       |